# Lostanges (Adelsgeschlecht)

Wappen der Lostanges

Lostanges ist der Name für eine verzweigte Familie des niederen Adels (petite noblesse) aus Neu-Aquitanien. Es ist nach dem Ort Lostanges (okzitanisch: Laustangas) im Département Corrèze benannt, verfügte über Besitz im Périgord, ging zahlreiche Allianzen mit bedeutenderen Geschlechtern in der Guyenne sowie benachbarten Provinzen ein und hatte über etwa sechs Jahrhunderte Bestand. Der Titel des Seigneur oder Marquis von Lostanges wurde zwischen mehreren Adelsdynastien weitergegeben. Zu den Hugenotten zählende Vertreter der Lostanges wanderten im 17. Jahrhundert aus, ebenso wie später ab 1789 einige Namensträger nach England emigrierten.

## Herkunft und Weiterführung des Namens
Ursprünglich gingen die Lostanges wohl auf Ahnherren aus dem Geschlecht der Sieurs de la Brande zurück. Der Name de Lostanges wurde 1335 durch Heirat der Adelsfamilie de la Brande an die bereits zuvor als Coseigneurs de Lostanges bezeichnete Familie Adhémar übertragen, deren Nachkommenschaft sich um 1448 in zwei Zweige teilte, einen jüngeren (Lostanges-Sainte-Alvère) im Périgord noir sowie einen älteren Zweig, der im Limousin das Schloss und die Seigneurie Lostanges besaß. Der ursprüngliche ältere Zweig erlosch 1527 mit Antoine de Lostanges, und Besitz und Titel gingen über die streng protestantische Familie Pierre-Buffière an den Hugenotten Théophile de Blanchier (auch: Blancher de Feyrac) aus der Gegend um Sarlat über, der 1639 seinen alten Namen ablegte und fortan den Titel Baron und bald Marquis de Lostanges trug. Nach Heirat der letzten Tochter der Blanchiers übernahm ab 1694 die Familie Montalembert de Montbeau den Titel Marquis de Lostange. Der jüngere Zweig der Adhémar-Lostanges-Sainte-Alvère mit seinen Nebenlinien hingegen währte, ohne Wechsel der Titel auf andere Familien, ununterbrochen bis ins 20. Jahrhundert hinein fort.

## Herren de la Brande (12.–14. Jahrhundert)
1. Hélie de la Brande, Chevalier im 12. Jahrhundert, seine Mutter war wohl eine Saint-Astier
2. Aimeri de la Brande, dessen Sohn, Chevalier 1242
3. N. de la Brande, erwähnt 1274
4. Gerald, dessen Sohn, Testament 1274
5. Bertrand I. de la Brande, Coseigneur de Beynac; ⚭ 1306 Ayceline de Cosnac

## Herren von Lostange (12.–15. Jahrhundert)
Die Familie Adhémar, möglicherweise abstammend von Adémar, einem jüngeren Sohn aus der Familie der Vizegrafen von Limoges, besaß schon sehr lange vor 1335 einen Teil der Seigneurie Lostanges
1. Guillaume II d’Adhémar (1215–1281), Chevalier, Co-Seigneur de Lostanges; ⚭ 1250 N. de Plas de Curemonte
2. Raymond d’Adhémar (1275–1345), dessen Sohn, Co-Seigneur de Lostanges; ⚭ 1300 Hélis de la Bardesche (1285–1350)
3. Bertrand II. de la Brande le Jeune (um 1306–1370), Sohn des Bertrand I. de la Brande; ⚭ 1335 Mathe Adémar-de-Lostanges (* um 1315), Tochter des Raymond d’Adhémar
4. Pierre II. Adémar-de-Lostanges (le Vieux), deren Sohn, Co-Seigneur de Beynac et de Lostanges, lebt 1363 und 1423; ⚭ 1363 Catherine de la Chassagne
5. Jean I. Adémar-de-Lostanges (* 1370), deren Sohn, Co-Seigneur de Beynac (1412), Seigneur de Lostanges; ⚭ (I.) 1405 Jeanne de Laron des Moulins († 1430), ⚭ (II.) 1448 Antoinette de Veyrines

## Älterer Zweig (15.–19. Jahrhundert), Markgrafen von Lostanges, Nedde und Villeneuve

Marquis Blancher Pierre-Buffière de Lostanges

1. Pierre III. Adémar-de-Lostanges (le Jeune, erstgeborener Sohn des Jean I. Adémar-de-Lostanges), Co-Seigneur de Lostanges (um 1410–1489); ⚭ 24. November 1437 Guicharde de Lasteyrie du Saillan.
  1. Bertrand III. de Lostanges, Co-Seigneur de Lostanges († 1503); ⚭ 1473 Marie de Royère
    1. Gilles Adémar de Lostanges, deren Sohn, Seigneur de Lostanges, Co-Seigneur du Puy-d’Arnac (ermordet von den Gebrüdern Veyrac, † 1525). Seine Witwe Julienne Faucher de Sainte-Fortunade heiratet erneut und macht seinen Bruder Antoine zum Erben.
    2. Jeanne de Lostanges, dessen Schwester; ⚭ Guy de Gourdon de La Vercantière
    3. Françoise de Lostanges, deren Schwester; ⚭ Pierre de Faulac de Sainte-Orse
    4. Antoine de Lostanges († 1528); ⚭ Marguerite de Murat , ohne Nachkommen.
    5. Übergang des Titels um 1559 auf Gabriel-François de Pierre-Buffière , Vicomte de Comborn, Baron de Châteauneuf-la-Forêt, de Peyrat et de Lostanges (de iure uxoris?), Seigneur de Nedde, Villeneuve-au-Comte, Bouch etc. (* um 1523; lebt 1615)[2];⚭ (I?) nach 1548 Marguerite de Murat ?[3], ⚭ (II?) 7. Juli 1597 Peyronne de La Guiche, Dame de Pompadour, Treignac et Laurière 
    6. N.N. (François ?) de Pierre-Buffière, Baron de Lostanges, getötet am 28. September 1603 in einem von ihm forcierten Duell mit Säbel und Dolch gegen den bettlägerigen Seigneur de Peschier, von dessen Neffen de Pazayac, in Reyrau bei Château Le Pescher.[4] Wohl Sohn oder Bruder des Gabriel-François
      1. Gabriel de Pierrebuffière-Châteauneuf (um 1575–1619), Sohn des Gabriel-François, Baron de Lostanges 1615[5], Seigneur de Villeneuve-au-Comte; ⚭ 6. Juni 1614 Jeanne d’Aubusson († 9. März 1620), Tochter des François I. d’Aubusson, Seigneur de Feuillade († 21. Mai 1611) und der Louise Pot, dame de Chemault et Rhodes, sowie Witwe des Guy Brachet, Seigneur de Peyrusse[6]
        1. Léonard de Pierre-Buffière, dessen Sohn, Tonsur zum Mönch 1618, Prior von Nedde 1622
        2. Catherine de Pierre-Buffière, dessen Tochter, Dame de Châteauneuf, Baronesse de Lostanges, Nedde et Villeneuve, vermacht 1639[7] ihre Güter und Titel an ihren Neffen Théophile de Blancher de Feyrac (1616–1656)[8] als Universalerben mit der Maßgabe, dass dieser Wappen und Familiennamen der Pierre-Buffière übernimmt.
          1. Théophile de Blancher  de Pierrebuffière (1616–1656), ab 1639 Sieur de Biouch, Baron von Lostanges, erhielt ab November 1655 Patente zum Marquisat[9] von Villeneuve-au-Comte und Nedde. Er starb in Nedde als Hugenotte, nach Rückkehr von einem Prozess in Paris gegen  M. de Pompadour; ⚭ Suzanne de Murat  mit vier[10] Nachkommen:
            1. Esther de Blanchier de Pierre-Buffière 
            2. Claude de Blancher de Pierrebuffière (* 1645; † 1691 Mons), Marquis de Lostanges, Villeneuve et Nedde etc., 1687 in der Garde du corps du roi, 1690 Brigadier des armées[11]; ⚭ 1659 verheiratet mit seiner Cousine, Marie de Giou (1635–1689)[12]
              1. Marquis de Lostanges (* 1668)[13]
              2. Jacques de Blanchier de Pierrebuffière, Comte de Lostanges (* 1671 in Nedde; † 1707); 1696 Colonel[14], 1704 Brigadier; ⚭ 1693 Charlotte Le Clerc-de-Lesseville, Tochter des Charles Le Clerc de Lesseville[15]
                1. Constance de Blanchier de Pierrebuffière († nach 1709)

              3. Jeanne-Marie Blanchier de Pierrebuffière, Marquise de Lostanges (um 1673–1706); ⚭ 22. Februar 1694 Jean de Montalembert, Seigneur de Monbeau; später Comte de Giou, Marquis de Lostanges de iure uxoris; Capitaine im Régiment de Normandie, erhält die Besitztümer und Titel der Gattin; mehrere Kinder, unter anderem
                1. Charles, Marquis de Montalembert, de Lostanges et de Nedde, Comte de Monbeau et de Gioux, Capitaine im Régiment de Normandie, verkauft 1746 das Marquisat von Nedde an Laurent-Raymond Garat (dessen Nachkommen Garat de Nedde unterhalten das Schloss Nedde bis 1954)

            3. Jacqueline de Blancher de Lostanges; ⚭ I. Daniel Dulion, Seigneur de Campagnac, ⚭ II. Bernard de Montesquiou de Montluc , ⚭ III. 1694 François de la Brousse , Seigneur de Veyrignac (1639–1706)
            4. Charles de Blancher Pierrebuffière, Comte de Lostanges (etwa 1650–1704)[16], jüngerer Bruder des Claude Marquis de Lostanges; 1678 bei der französischen Armee, später Chef des brandenburgischen Kürassierregiments Nr. 6

## Jüngerer Zweig (15.–20. Jahrhundert), Herren und Markgrafen von Sainte-Alvère

Wappen der Sainte-Alvère

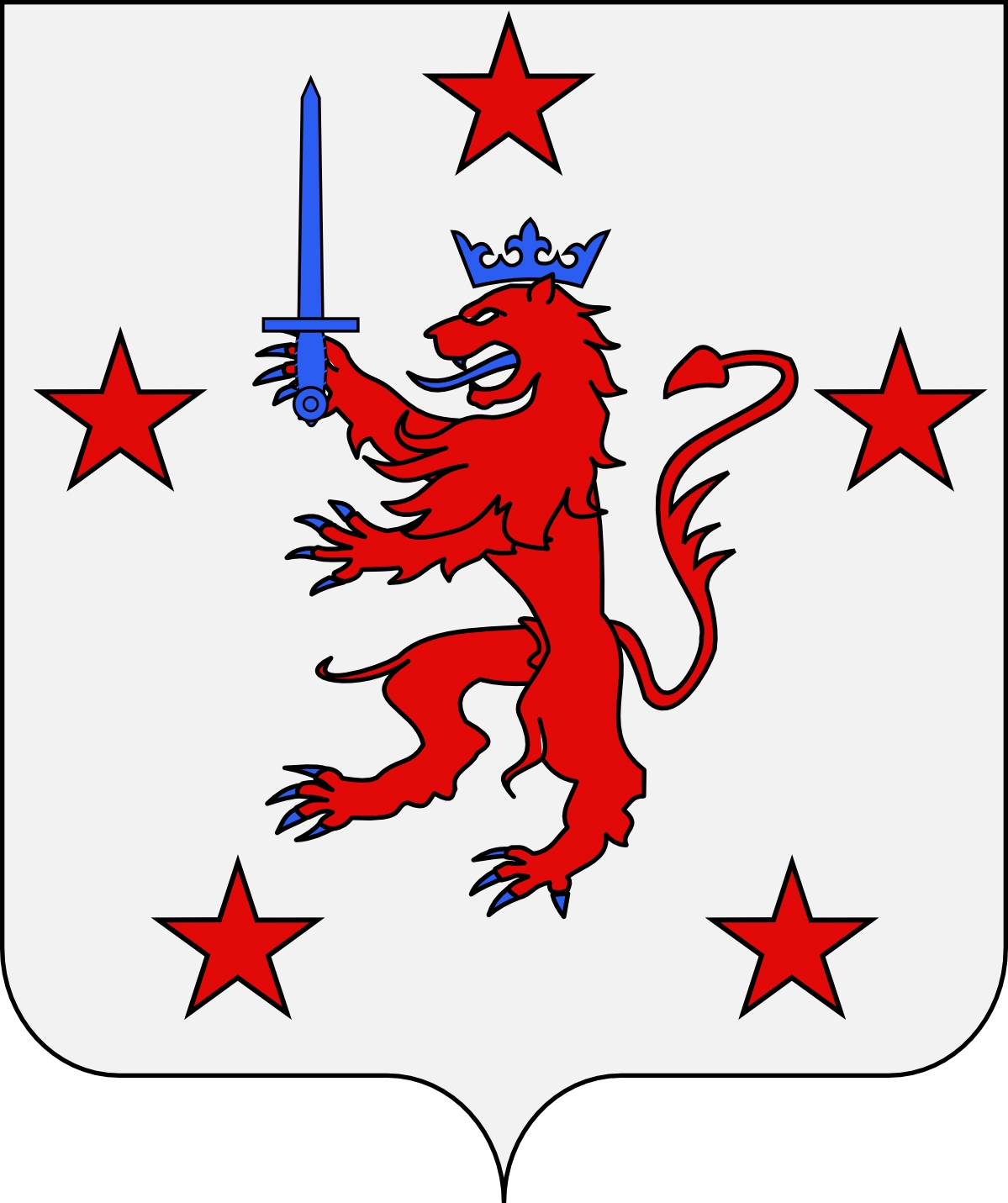
Wappen des Hugue de Lostanges († 1613)

1. Jean II. Adhémar (auch: Janicot-Adémar oder Aymar) de Lostanges, Chevalier, 1448–1466 Seigneur de Sainte-Alvère de iure uxoris († 16. Juli 1466), jüngerer Sohn des Jean I. Adémar de Lostanges (* 1370) und dessen zweiter Gattin ab 1448, Antoinette de Veyrines (Enkelin der Philippie de Limeuil de Saint-Alvère). Nach dieser Heirat wurde der Namensteil Adhémar weggelassen.
2. Guy de Lostanges, Seigneur de Sainte-Alvère, ab 1466 Herr von Sainte-Alvère, auch: Guinot oder Guy de Limeuil († 1507), dessen ältester Sohn; ⚭ 1471 Jeanne de Beaupoil de la Force[17]
3. Anne de Lostanges († um 1515), dessen einzige Nachfahrin und Universalerbin, 1507–1515 Herrin von Sainte-Alvère; ⚭ Gaston de Ségur
4. Jean III. de Lostanges (1462–1518), jüngerer Sohn des Jean II. Adhémar, 1515–1518 Seigneur von Sainte-Alvère und Saint-Dizier (Bewaffneter der Compagnie des 100 Lances des Antoine de Chabannes); ⚭ 1508 mit Marie de Salignac de la Mothe-Fénelon (* 1480)
  1. Jeanne Lostanges de Saint Alvère (* 1520), dessen Tochter; ⚭ Jean Geoffre de Chabrignac († 1545), Gouverneur-général in der Vicomté de Turenne
5. Bertrand de Lostanges († um 1544), 1518–1544 Seigneur de Sainte-Alvère, Sohn des Jean III. de Lostanges; ⚭ 1536 mit Marie de Montbéron.
6. Hugues de Lostanges († 1613), dessen Sohn, 1544–1613 Seigneur de Sainte-Alvère und Seigneur de Cuzac[18]; und sein Bruder François, der Gründer der Nebenlinie Paillé im Poitou. Hugues ⚭ 3. November 1562 Galiote de Gourdon (Tochter des Jean Gourdon-de-Genouillac , Baron von Gourdon, Capitain des Château Trompette)[19]
7. Jean-Louis de Lostanges († 1625), Baron de Sainte-Alvère, 1613–1625 Seigneur de Sainte-Alvère, Seigneur de Puyderèges, Sohn des Hugues († 1613), mit jüngerem Bruder Louis-François de Lostanges, Gründer der Nebenlinie Béduer in Quercy. Jean Louis ⚭ 14. Dezember 1603 Elisabeth de Crussol, Tochter des Jacques II. de Crussol († 1584), Duc d’Uzès ab 1573 (Haus Crussol)
8. Emmanuel-Galiot de Lostanges (1613–1679), 1. Marquis de Sainte-Alvère, Baron de Saverdun et du Vigan, Seigneur de Puyderèges etc., 1679 Seneschall und Gouverneur von Quercy, 1625–1679 Herr von Sainte-Alvère, kommandierte 1636 eine Kompagnie Chevau-légers für Ludwig XIII. in Italien; ⚭ Claude-Simone d’Ebrard de Saint-Sulpice-Pellegri, dame du Vigan, la Mothe, Saint-Cirq, Cassel, Ussel etc., Witwe des Grafen Guyon de Clermont-Touchebœuf, mit 5 Söhnen und 2 Töchtern (1678), davon noch 5 am Leben 1712, mit den jüngeren Nachfahren
  1. François de Lostanges, Comte de Sainte-Alvère, Capitaine im Regiment Marine royale; Seneschall und Gouverneur von Quercy; lebt 1712
  2. Antoine-François de Lostanges, 1678 Chevalier de Sainte-Alvère, Seigneur de Saint-Cirq, 1712 Seigneur d’Ussel
  3. Charles de Lostanges (* nach 1654), Vermächtnisnehmer im Testament seines Vaters 1678; als Chevalier de Sainte-Alvère aufgeführt im Testament seiner Mutter 1712
  4. Christophe de Lostanges, Erzdiakon der Kathedrale von Cahors
  5. Jeanne de Lostanges († vor 1712)
  6. Marie-Anne de Lostanges de Sainte-Alvère (* um 1667; † 17. April 1747 Sarlat); ⚭ 4. Januar 1699 François de Beaumont, Comte de la Roque. Mutter des Erzbischofs Christophe de Beaumont
9. Louis-Emmanuel de Lostanges (1654–1706), 2. Marquis de Sainte-Alvère (ältester Sohn des Emmanuel-Galiot), Lieutenant der Gardes Françaises 1690, Seneschall und Gouverneur von Quercy. Verlust eines Auges in der Schlacht bei Seneffe. Chevalier de Saint-Louis 1693. Ertrunken in der Dordogne um 1706, Herr von Sainte-Alvère 1679–1706; ⚭ 1699 Catherine-Rose de Cadrieu, Baronesse de Cazelles; das Paar hatte 2 Kinder
10. Arnaud-Louis Claude Simon de Lostanges (* 1700; † 1778 in Sainte-Alvère), 3. Marquis de Sainte-Alvère et de Montpezat, Baron de Lostanges, du Vigan, de Limeuil, des Prés, la Bouffie, Seigneur de Cadrieu, Ussel, Cazelles, etc.; Herr von Sainte-Alvère 1706–1778, Grand-Senechal und Gouverneur von Quercy; ⚭ Marie-Françoise de Larmandie-de-Longua (1700–1736), drei Söhne und fünf Töchter.
  1. Arnaud Louis Marie Stanislas, Marquis de Lostanges-Sainte-Alvère (* 3. September 1722; † 6. Februar 1769 in Paris), Oberst und Kommandant des Regiments Cuirassiers du Roi Januar 1748, Maréchal de camp des armées Februar 1761. Erster Stallmeister (Premier écuyer) der Madame Adélaïde von Frankreich; ⚭ 1754 Elisabeth Gallucio de L’Hospital
    1. Elisabeth-Victoire-Armande de Lostanges-de-Limeuil, dame du palais der Madame Adélaïde von Frankreich; ⚭ 1787 Marquis Gabriel-Pierre-Isidore de Guillaumanches du Boscage, Lieutenant-général des armées
      1. Ernestine-Pauline Sophie de Guillaumanches du Boscage; ⚭ 1817 Gabriel-Noel-Auguste, comte de Cosnac, baron de Beynac (1791–1857)

    2. Henri (1755–1807), siehe unten
    3. Christophe Louis Arnaud Adhémar, Comte, später Vicomte de Lostanges (* 31. Januar 1757 in Versailles; † nach 1815); ⚭ 1789 Marguerite Lenoir de Rouvray (* 1766; † 1852 Paris), aus einer normannisch-kreolischen Familie in Martinique
      1. Louise-Charlotte de Lostanges (1790–1861); ⚭ 1811 Vicomte Loup Gustave-Alexandre de Virieu-Beauvoir, Marèchal-de-camp, Gentilhomme in der Kammer des Ludwig XVIII. und Charles X.
        1. Joseph-François-de-Sales-Amédée de Virieu[20], Capitaine der Chasseurs-à-pied († 8. Mai 1855 Malask, Krimkrieg)
        2. Charlotte de Virieu-Beauvoir-Faverges  (* 1818; † 1890 Dublin), Priorin in der St Vincent de Paul-Society Dublin
        3. Joseph-Alexandre-François de Sales-Aymon, Comte de Virieu († 1887), ohne Nachkommen. 1857 Offizier der Infanterie
        4. Alexandre-Louise-Françoise de Virieu ⚭ 1838 René-Adolphe des Courtils, Graf von Merlemont

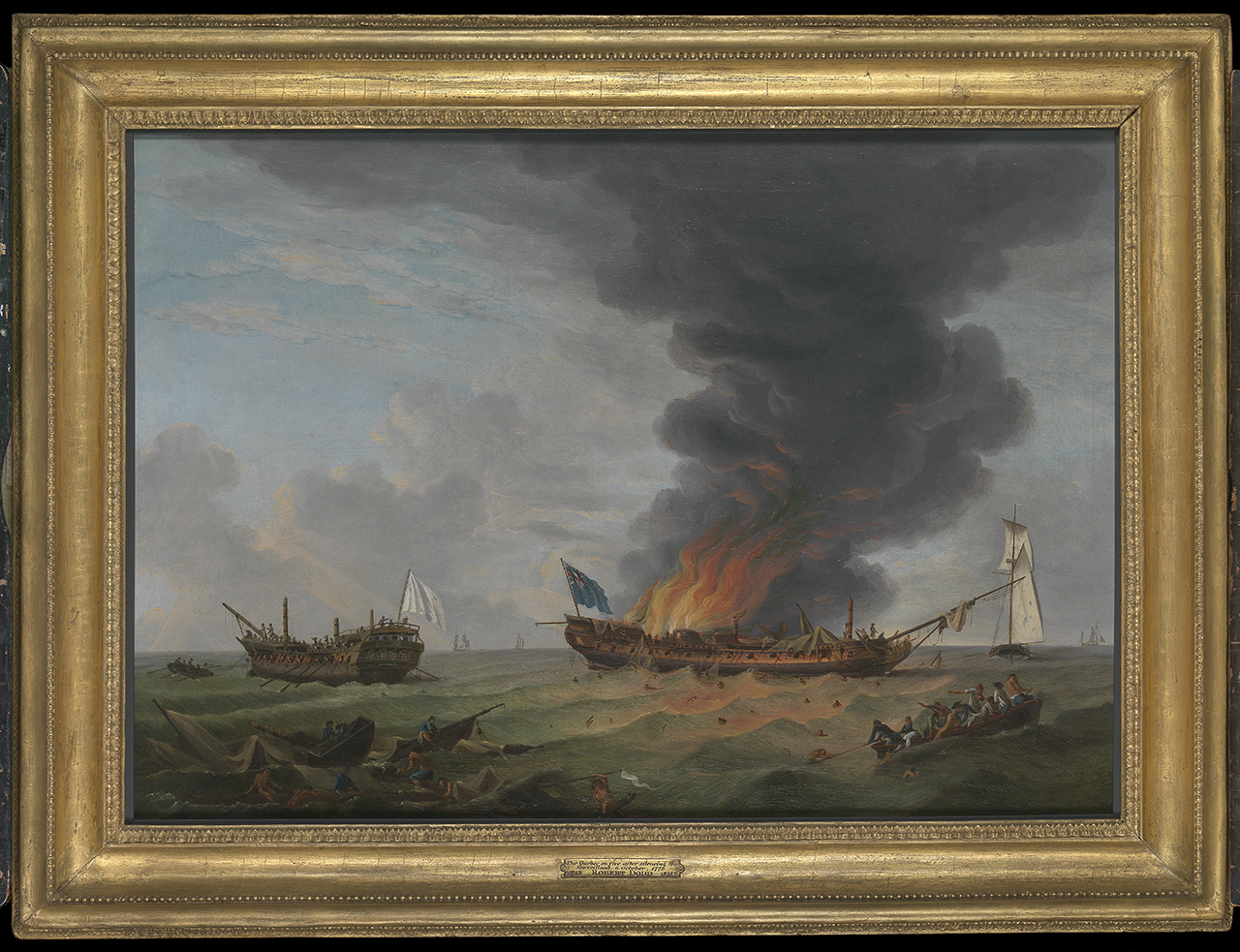
Fregatte Surveillante 1779

    4. Fregatte Surveillante 1779 Arnaud-Louis-Charles-Rose Chevalier de Lostanges (* 1759 Versailles; † 1836 in Nizza), 1779 Offizier der Surveillante im Gefecht gegen Fregatte Quebec, 1812 neapolitanischer Konteradmiral; ⚭  Marie-Anne-Charlotte Tardieu de Maleissye, ohne Nachkommen.[21]
    5. Louis-Rose (Alexandre-Charles-Louis-Rose de Lostanges) (* 28. Oktober 1763; † 11. August 1836), Abbé de Lostanges-de-Montpezat, 1795 Breslau, 1817–1836 Bischof von Périgueux
    6. Louise Elisabeth; ⚭ 1778 Paul Laurent François Marquis de la Rochelambert
    7. Louise-Julie-Charlotte; ⚭ Marquis Pierre Ferron de la Ferronays, Maréchal des camps et armées (1757–1838), 1795 preußischer Kammerherr
      1. Louise-Charlotte de la Ferronnays (* 1785)

  2. Alexandre-Rose de Lostanges (* 18. Oktober 1723; † 29. November 1777 als Maréchal des camps et armées du Roi); Seigneur de Cadrieu, Comte de Lostanges de Sainte-Alvère, ab 27. März 1761 Colonel-lieutenant des Régiment du Dauphin dragons
  3. Charles-Louis, abbé de Lostanges (* 26. August 1733; † 1807); war 1757 Domherr in Nôtre-Dame in Paris; ⚭ 9. März 1795 (?) Henriette Marie Étiennette Defrance
    1. (?) Charles Alexandre de Lostanges De Saint-Alvère (* 1. Dezember 1798; † 17. Februar 1865); ⚭ 1843 Éléonore Lambelin de l’Espange († 1856). Capitaine der Garde du corps de S.M. le Roi Louis XVIII, demissioniert 1830, Direktor des Journals La Quotidienne; ohne Nachkommen[22]
    2. (?) Henri Antoine de Lostanges de Saint-Alvère (* 5. Mai 1801 Paris; † 7. März 1866 in Paris), Général de brigade (infanterie). Diplom der l’École Spéciale Militaire de St-Cyr (2ème promotion 1819–21). Commandeur de la Légion d’honneur (1860), Chevalier de l’Ordre de Léopold de Belgique (15 June 1841), Commandeur de l’Ordre Chevaleresque de Saint-Grégoire le Grand (20. September 1849), Médaille de la Reine d’Angleterre, Médaille du Roi de Sardaigne. Colonel des 52. Inf-Regiment der Linie 30. Dezember 1852; Général de brigade ab 8. September 1855, Kommandant der Subdivision de la Haute-Vienne; im Krimkrieg bei der Belagerung von Sewastopol.[23]

  4. Marie de Lostanges, unvermählt
  5. Marie-Anne de Lostanges; ⚭ 11. Februar 1751 Daniel-Joseph, Marquis de Cosnac, Baron de La Guesle, Seigneur de Daignac etc. (* 14. August 1724; † 1789)[24]
    1. Françoise Henriette de Cosnac (1753–1784); ⚭ 27. Dezember 1778 Dominique de Lansade  (1731–1807), Seigneur de Meuzac, Preissac, Lardimarlie etc.[25]
    2. Jean-Joseph-Marie-Victoire de Cosnac (* 1764 Château de Cosnac bei Brive-la-Gaillarde; † 24. Oktober 1843 in Sens), starb als Erzbischof von Sens[26]

  6. Suzanne-Elisabeth de Lostanges; ⚭ 1. Juli 1752 Antoine-François II. Marquis de Cugnac († 3. August 1779)
    1. Arnaud-Louis-Claude-Simon-Marianne de Cugnac (* 1775 in Château Sermet)
    2. Marie-Philibert-Robert, Marquis de Cugnac (* 1785)

  7. Marie-Anne de Lostanges; ⚭ 24. Februar 1756 François-Saturnin de Galard, Marquis de Terreaube, Baron d’Arignac, Seigneur de Ferrière, Meynac, Bonpas, etc.
    1. Armand-Louis de Galard, Marquis de Terreaube (* 15. Juni 1757; † 1833)
    2. Jean-Victor-Jacques-Rose de Galard-Terreaube (* 13. März 1759; † 1825), chevalier de Malte
    3. Louis-Antoine-Marie-Victor, Marquis de Galard-Terreaube (* 1765; † 1840), Konteradmiral[27]; ⚭ 1797 (Braunschweig) Dame N.N. des Brosses du Goulet[28]
      1. Jacques-Hector, Marquis de Galard-Terreaube (* 1809 Versailles; † 1870 Paris)

  8. Jeanne de Lostanges; ⚭ Marquis de Brassac, de Toulouse
11. Henri de Lostanges (* 13. Mai 1755 Versailles; † 7. Juni 1807 London); 4. Marquis de Sainte-Alvère 1778–1807 (Enkel des 3. Marquis de St. Alvère und Sohn des Arnaud Louis Marie Stanislas), Général de Brigade in der Emigration 1797; ⚭ 26. April 1785 Gräfin Adélaïde-Pauline de Vintimille
12. Arnaud-Joseph Henri Armand (1787–1848), 5. Marquis Lostanges-de-Sainte-Alvère (Sohn des Henri de Lostanges, *1755), Kommandant der Grenadiere in der Garde Royale, Chevalier St.Louis und der Legion d’honneur, Herr von Sainte-Alvère 1807–1848; ⚭ Maire-Stephanie-Cesarine de Floirac
13. Henri-Adhémar de Lostanges (1831–1890), 6. Marquis, dessen Sohn, Herr von Sainte-Alvère 1848–1890
14. Henri-Gaston de Lostanges (1877–1906), 7. Marquis, dessen Sohn, Herr von Sainte-Alvère 1890–1906
15. François-Gabriel Marie Adhémar de Lostanges (* 24. Februar 1837 in Périgueux; † Januar 1927 in Lamonzie-Montastruc), 8. und letzter Marquis de Sainte-Alvère (Onkel des Henri-Gaston), Herr auf Sainte-Alvère 1906–1927; war April 1871 im 9. Régiment de Hussards; Chevalier der Legion d’honneur Januar 1871; Oberstleutnant; Bürgermeister von Lamonzie-Montastruc 1896–1923.

### Nebenlinie de Lostanges-Beduer in Haute-Quercy
- Louis-François de Lostanges (zweiter Sohn des Hugues de Lostanges († 1613)); Baron, dann ab 1610 erster Vicomte de Béduer; Colonel eines Infanterieregiments unter Ludwig XIII.; ⚭ I Jeanne de Luzech, Witwe des Jean de Narbonnez, Baron von Béduer; ⚭ II am 12. Juli 1618 Jeanne de Marqueyssac, dame de Saint-Pantaly († n. August 1636), Witwe des Henri de Saint-Astier, Seigneur des Bories, Antonne, Sarliac, Savignac, etc., und Tochter des Raimond de Marqueyssac und der Gabrielle d’Abzac-de-la-Douze; sie heiratete in dritter Ehe am 12. Juli 1618 Pierre René de Hautefort, Seigneur de la Mothe, dann den Seigneur de Marqueyssac, Bruzac, Ajac und Saint-Orse[29]
  - Jean-Louis de Lostanges, Comte de Béduer. Capitaine-Commandant des Kavallerie-Regiments Candale, Deputierter des Adels der Guyenne, um 1649 des Périgord in den États généraux; ⚭ 8. Januar 1636 Françoise de Gourdon de Genouillac, dame de Corn, 6 Kinder
    - François Louis de Lostanges († 1692), Capitaine-Commandant des Kavallerie-Regiments de Saussay; 12 Kinder
      - Louis-Henri de Lostanges, Comte de Beduer, Seigneur de Corn, verwundet in der Schlacht bei Fleurus (1690) als Kommandant einer Schwadron des Regiments du Rozel; ⚭ Françoise du Mont, 3 Kinder
        - Louis de Lostanges, Marquis de Beduer († 11. September 1746) ohne Nachkommen
        - Jean-Louis- de Lostanges, Comte de Corn, ab 1746 Marquis de Beduer († 27. Dezember 1755 Château Beduer) ohne Nachkommen; ⚭ 1743 Marie-Pulchèrie de Foucaud-d’Alzon, Baronne de Sonac, die per Testament ihr Erbe einem männlichen Träger des Namens Lostanges vermachen musste

      - Jean-Joseph de Lostanges, Mönch in der Bruderschaft der Augustiner
      - Emmanuel de Lostanges, Marquis de Lostanges, Capitaine der Kavallerie im Regiment Vivans, gefallen in Flandern 1702
      - Jaques de Lostanges, le chevalier de Beduer, Capitaine der Kavallerie im Regiment Vivans-Saint-Christau, gefallen in der Schlacht bei Friedlingen 1702
      - Laurent de Lostanges, le marquis de Lostanges, Capitaine der Kavallerie im Regiment Vivans, dann Regiment Beaujeu, verwundet bei der Belagerung von Leffinge 1708
      - Laurent de Lostanges, le chevalier de Beduer, Gründer der Nebenlinie Jarniost
      - Laurent de Lostanges, baron de Bullac, Fähnrich im Regiment Vivans, gefallen in der Schlacht bei Höchstädt 1703

    - Jean-Margarit de Lostanges, Gründer der Nebenlinie Felzins et Cuzac

#### Nebenlinie der Seigneurs de Jarniost
- Laurent de Lostanges (sechster Sohn des François Louis de Lostanges († 1692)), Seigneur de Jarniost im Lyonnais, verwundet als Capitaine im Linieninfantrie-Regiment de Lannoy in der Schlacht bei Malplaquet 1709, später Brigadier des Armées du Roi, Chevalier de Saint-Louis und Lieutenant-Colonel im Regiment d’Aquitaine, starb in den 1740er Jahren; ⚭ Jeanne Desmaretz, 2 Söhne und vier Töchter
  - Louis de Lostanges (* 1734), Seigneur de Jarniost; 1741 Cornet im Régiment d’Aquitaine, dann Cuirassiers du Roi. † Schlacht bei Lutterberg (1758)
  - Jean-Baptiste de Lostanges (* um 1714; † 1740) Capitaine im Régiment d’Aquitaine, Chevalier de Saint-Louis 1739, ohne Nachkommen

#### Nebenlinie der Seigneurs de Felzins et de Cusac

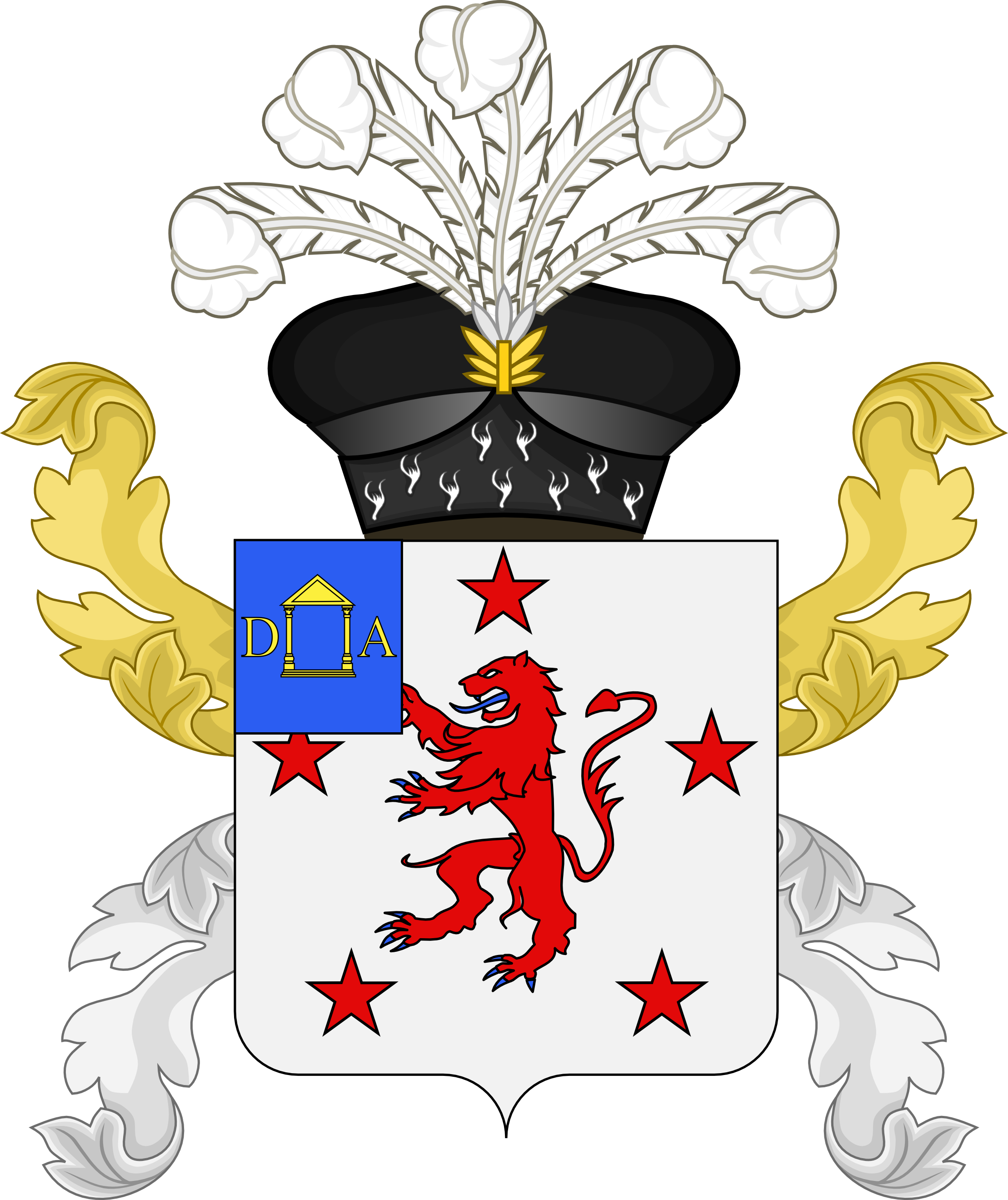
Lostanges, Comte officier de la maison 1810

- Lostanges, Comte officier de la maison 1810 Jean-Margarit de Lostanges, Marquis de Felzins, Seigneur de Cuzac, starb 1691 in Flandern als Capitaine im Régiment Royal-Bourgogne; ⚭ Marguerite de Corn-d’Ampare, Tochter des François, Seigneur de Beaumont, und der Catherine de Palhasse, 5 Kinder
  - Jean-François de Lostanges, Seigneur de Cusac; ⚭ 1711 Françoise de la Mothe
    - Hugues de Lostanges (* 1713), Baron de Felzins et de Cusac
      - Jean-François-Louis de Lostanges-Felzins (* 6. Februar 1741), Geistlicher in Paris
      - Jean-François-Joseph de Lostanges-de-Beduer (* 22. Oktober 1742), Marquis de Beduer, Comte de Corn, Goudon etc., Vicomte de Sainte-Naboude etc., Offizier im Regiment Dauphin; ⚭ 16. Februar 1769 Marie-Cécile-Bernardine d’Huteau-de-Fenayrols (* 12. April 1751), in Gaillac
        - Bernard-Charles-Louis-Victor, Marquis de Lostanges-Beduer (* 1775 Figeac; † 1812 Paris). Adjutant (Aide de camp) des Generalstabs[30], Baron de l’Empire (classe des propriétaires) mit Majorat per Patent vom 28. Mai 1809[31], dann Comte de l’Empire ab 9. September 1810[32]. Grand dignitaire des Ordens beider Sizilien und des Ordens der Westphälischen Krone. Er war einer der Kammerherren am Hofe Napoleons I. und Kunstliebhaber (z. B. Uhren des François-Pierre Gaston-Jolly († 1820), Gattin musikalisch); ⚭ 1799 Aymardine Marie-Léontine de Nicolaï (* 23. Mai 1772; † 7. September 1806 im Château Béduer)
          - Raoul, Marquis de Lostanges-Beduer, war 1818 in der Garde du corps du roi, in der Kompanie de Noailles; ⚭ Sidonie de Boyer de Castanet de Tauriac (1805–1883)
            - Marie Mathilde Louise Joséphine Anna de Lostanges-Béduer; ⚭  Pierre Joseph Jérôme Edmond Delaya (de Laya), französischer Konsul in Edinburgh
              - Marie Michel Gabriel Raphaël Ange Joseph Ludovic Delaya de Lostanges-Beduer (*25. August 1864 in Edinburgh; † 11. März 1949 in Paris), Capitaine im 4. Régiment de Hussards 1906, Ritter am 21. April 1916, dann Offizier der Ehrenlegion; ⚭ 14. November 1905 Marie Hélène Moulins[33]
                - Françoise Dalaya de Lostanges-Béduer; ⚭ Gaëtan Ogier d’Ivry (* 1895)

          - Georges Louis Gaston de Lostanges-Beduer († 1879), war 1817 in Saint-Cyr; ⚭ Victurnienne de Rougé  (1803–1879)
            - Raoul de Lostanges-Beduer († 1868); ⚭ Thérèse de Gerson[34]
              - Marie-Blanche de Lostanges-Beduer ; ⚭ Robert de La Planche de Ruillé (* 15. Juli 1867 in Bléré), 1899 Offizier auf dem Panzerschiff Neptune, Capitaine de frégate und 1901 Adjutant des Konteradmirals Charles Bayle auf dem Kreuzer Amiral Charner, 1902 auf dem Kreuzer D’Entrecasteaux in Fernost, 1910 Kommandant, stationiert in Istanbul. Ritter der Ehrenlegion

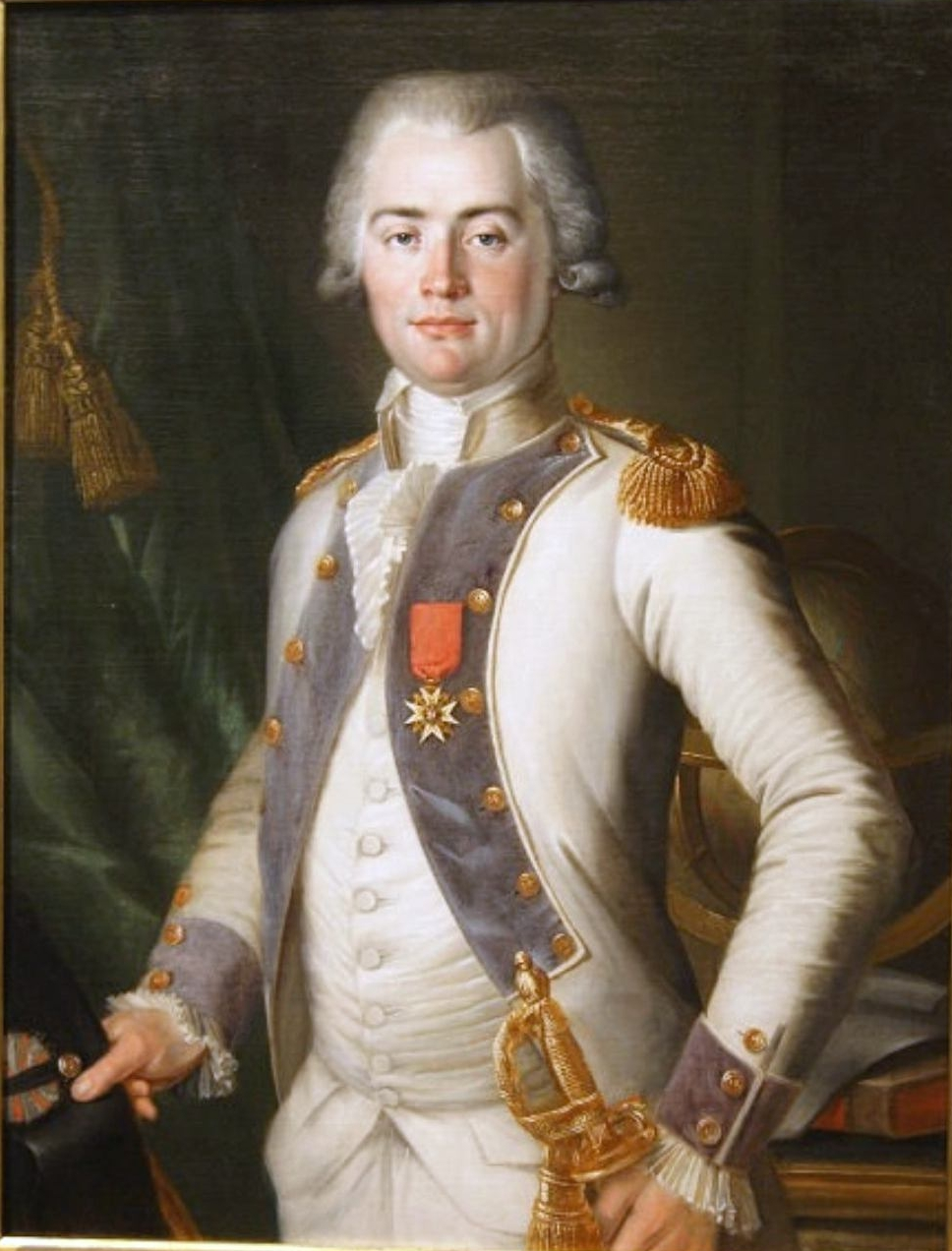
Jean-Louis de Lostanges (* 1752), Capitaine im Régiment de Forez, Chevalier de Saint-Louis (Gemälde um 1786, anonymer Künstler), Musée de l’Armée (Hôtel des Invalides)

        - Jean-Louis de Lostanges (* 1752), Capitaine im Régiment de Forez, Chevalier de Saint-Louis (Gemälde um 1786, anonymer Künstler), Musée de l’Armée (Hôtel des Invalides) Vicomte de Lostanges; ⚭ N. de Turenne, ohne Nachkommen
        - Abbé de Lostanges, Stiftsherr der Kirche Sainte-Opportune in Paris
        - Abbé de Lostanges, Generalvikar der Kirche Saint-Omer
        - N.N: de Lostanges, Prior von Lissac

      - Jean-Louis Vicomte de Lostanges (* 5. Februar 1752), Sous-Lieutenant im Régiment de Bourbonnais-Infanterie 1768, Capitaine en second im Régiment de Forez 1780, damals auf Einsatz in Übersee vermerkt, wohl in jenem Detachement, das an der Wiedereroberung von Saint-Louis im Senegal beteiligt war. Lebte 1790 in Toulouse, wurde Chevalier de Saint-Louis, aber trat 1791 außer Dienst. Jean-Louis ersuchte 1814 nach zwanzig Jahren Erblindung und Verlust seiner Güter um eine königliche Pension; ⚭ Gabrielle Paulin Baschi du Cayla, ohne Nachkommen[35]
      - François-Hugues de Lostanges (* 21. Juni 1753), Abt
      - Ursule de Lostanges (* 22. September 1748), Priorin in Lissac

  - Hyacinthe, Chevalier de Felzins, Capitaine im Kavallerie-Regiment Royal-Roussillon
  - Raymond, Comte de Lostanges († 8. April 1713), Chevalier de l’ordre de Saint-Louis, Colonel des Infanterie-Regiments de Lostanges; beteiligt an der Verteidigung von Aire-sur-la-Lys 1710
  - Anne de Lostanges; ⚭ Antoine, Seigneur de Peret
  - Marie de Lostanges; im Malthäser-Orden Beaulieu

### Nebenlinie de Lostanges de Paillé im Poitou

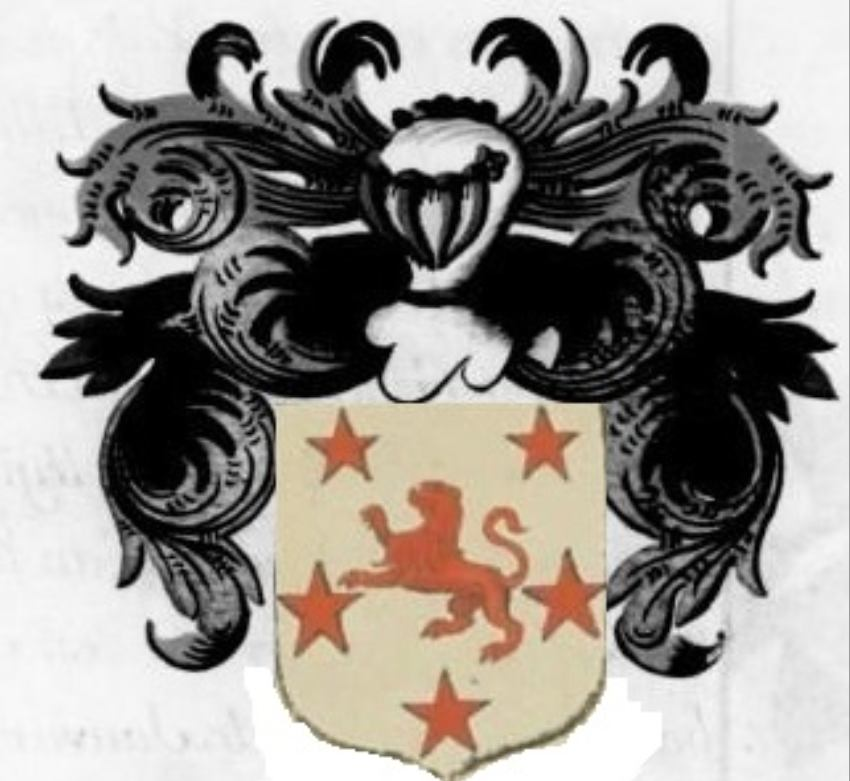
François I. de Lostanges de Saint-Alvère, Baron de Paillé († vor 1608)

- François I. de Lostanges de Saint-Alvère, Baron de Paillé († vor 1608) François I. († vor 1608), jüngerer Bruder des Hugues de Lostanges († 1613), Baron de Paillé, Chevalier de l’ordre de Saint-Michael, Kommandant eines Regiments Arkebusiere; ⚭ 1584 Jeanne Gillier de la Villedieu, Tochter des Joachim Gillier de la Villedieu-de-Comblé und der Gabrielle du Puy de Basché[36]
  - Louis de Lostanges, Baron de Paillé; ⚭ 1607 Marie Foucher, Tochter von Louis Foucher und Elisabeth Mage, dame de Montausier, Baronie von Île d’Oléron
    - François II. de Lostanges de Sainte-Alvère, Baron de Paillé, Montausier, Bussac, la Grolière, Fossemaigne et le Chambon; ⚭ 1626 Marguerite de la Tour de Gorse, aus der Ehe erwuchsen sechs Töchter und 17 Söhne, von denen die älteren 14 in Gisery, die übrigen in Gênes getötet wurden, so dass nur drei Söhne und etliche Töchter überlebten
      - Henri de Lostanges de Sainte-Alvère, Baron de Paillé, Marquis de Montausier, Bussac et Chambon; beaufsichtigt den Adel der Provinz Saintonge unter Marquis de Sourdis und Maréchel de Chamilly; ⚭ 1666 Madelaine Chevalier dame de la Coinardière, de Jumeaux, la Forêt etc.
        - François-Louis de Lostanges de Sainte-Alvère, deren Sohn, Baron de Paillé, Seigneur de Bussac etc., Marquis de Lostanges. 1703 in Flandern bei der Garde du corps du roi, Kompanie Harcourt; ⚭ 1712 Marie de Coustin, Tochter des Armand de Coustin de Bourzolles de Caumont, vicomte de Beaurepos
          - François III. de Lostanges de Sainte-Alvère, deren Sohn, Baron de Paillé etc., Capitaine im Regiment Carabiniers, verstarb ohne Nachkommen 1783 in Paris

      - Jean-François de Lostanges, Schiffskapitän der königlichen Marine

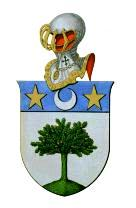
Plantadis-Vernède

      - Plantadis-Vernède Charles de Lostanges, Capitaine im Reiterregiment Champagne (oder Infanterieregiment de Champagne)
      - Marguerite; ⚭ Jean de Condé
      - 5 weitere Töchter

    - Jean de Lostanges, Seigneur de Montausier († 1652 an der Spitze einer Reiterschwadron bei Unruhen in Paris); ⚭ Louise-Diane Fourré Dampierre
    - François de Lostanges († 1652 bei Unruhen in Paris, an der Spitze des Regiments Enghien)
    - Marie-Galiote de Lostanges; ⚭ 1654 Louis de la Vernède
    - Jeanne-Angelique de Lostanges; ⚭ 1659 François des Archards de Joumard

## Güter der Familie Lostanges/Insel Lostange

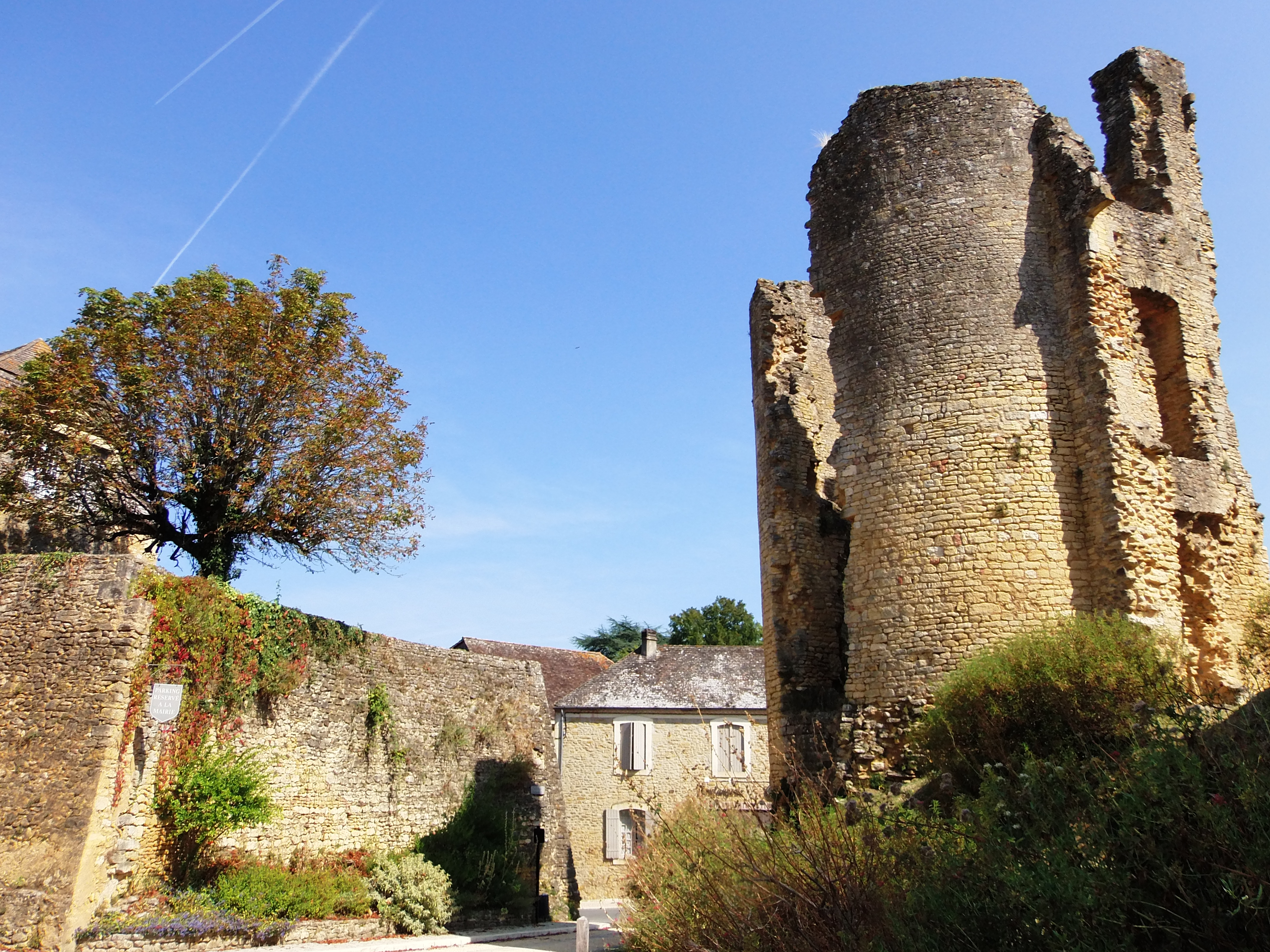
Donjon von Sainte-Alvère
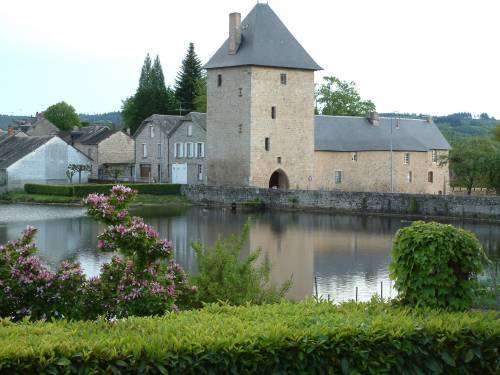
Château Peyrat
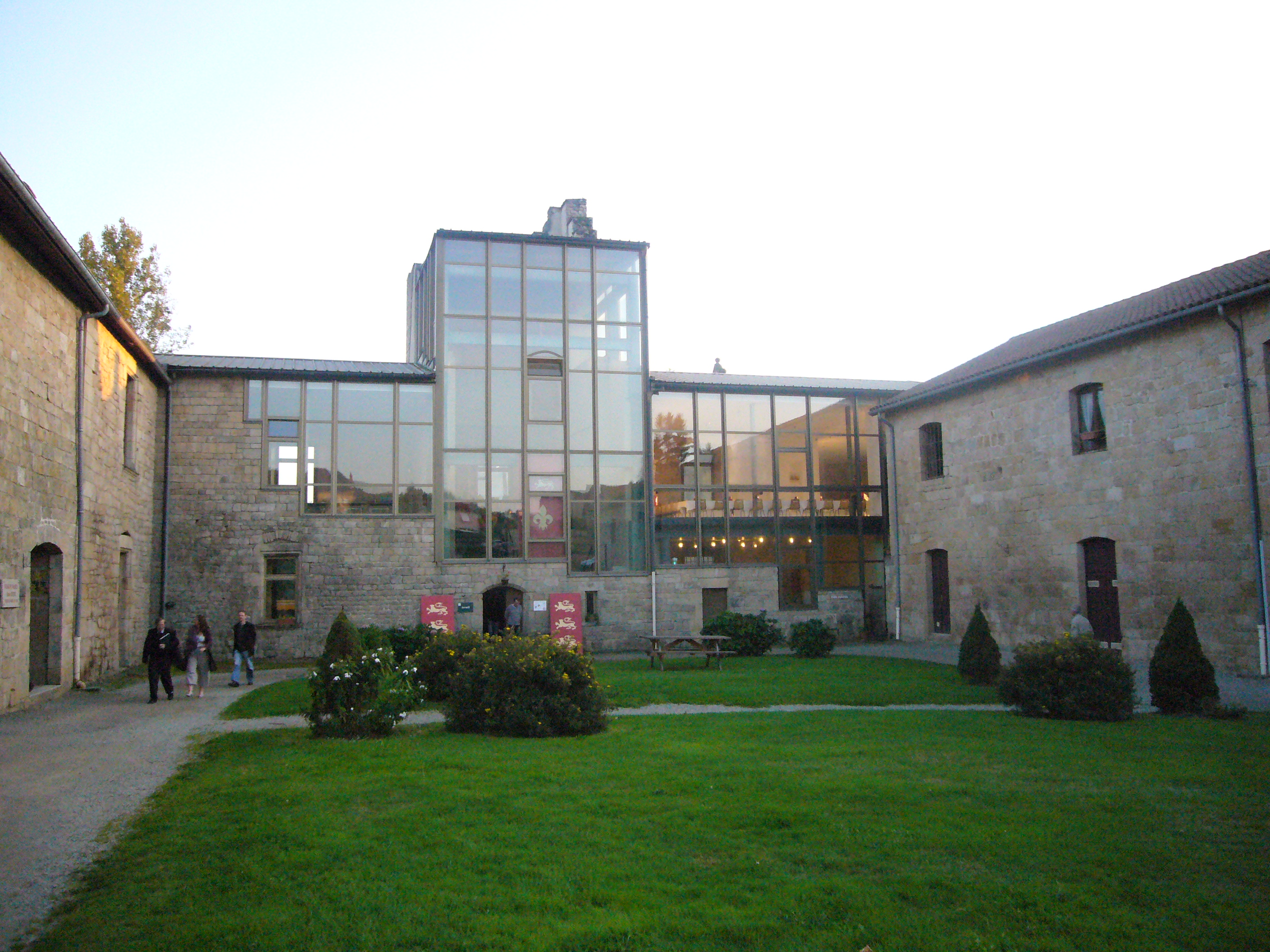
Château Nedde, 1559–1746 im Besitz der Familie
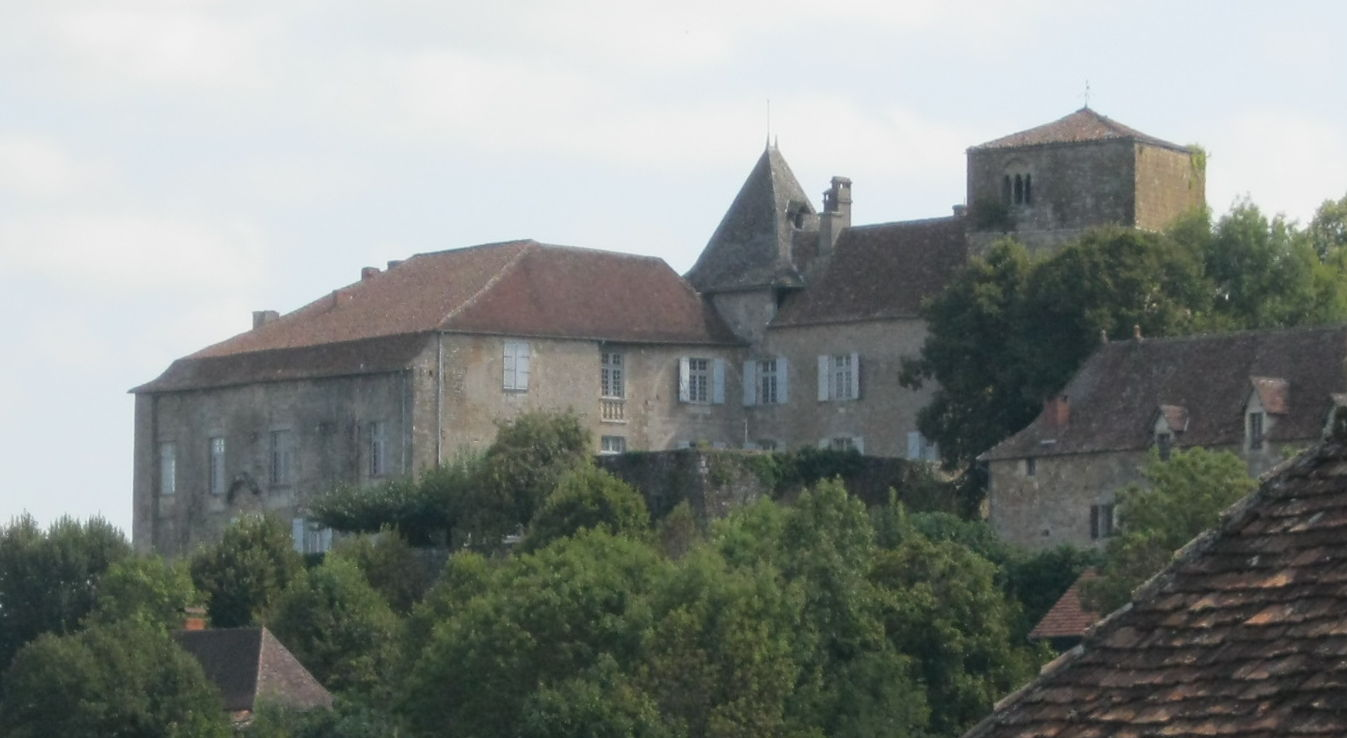
Château Béduer
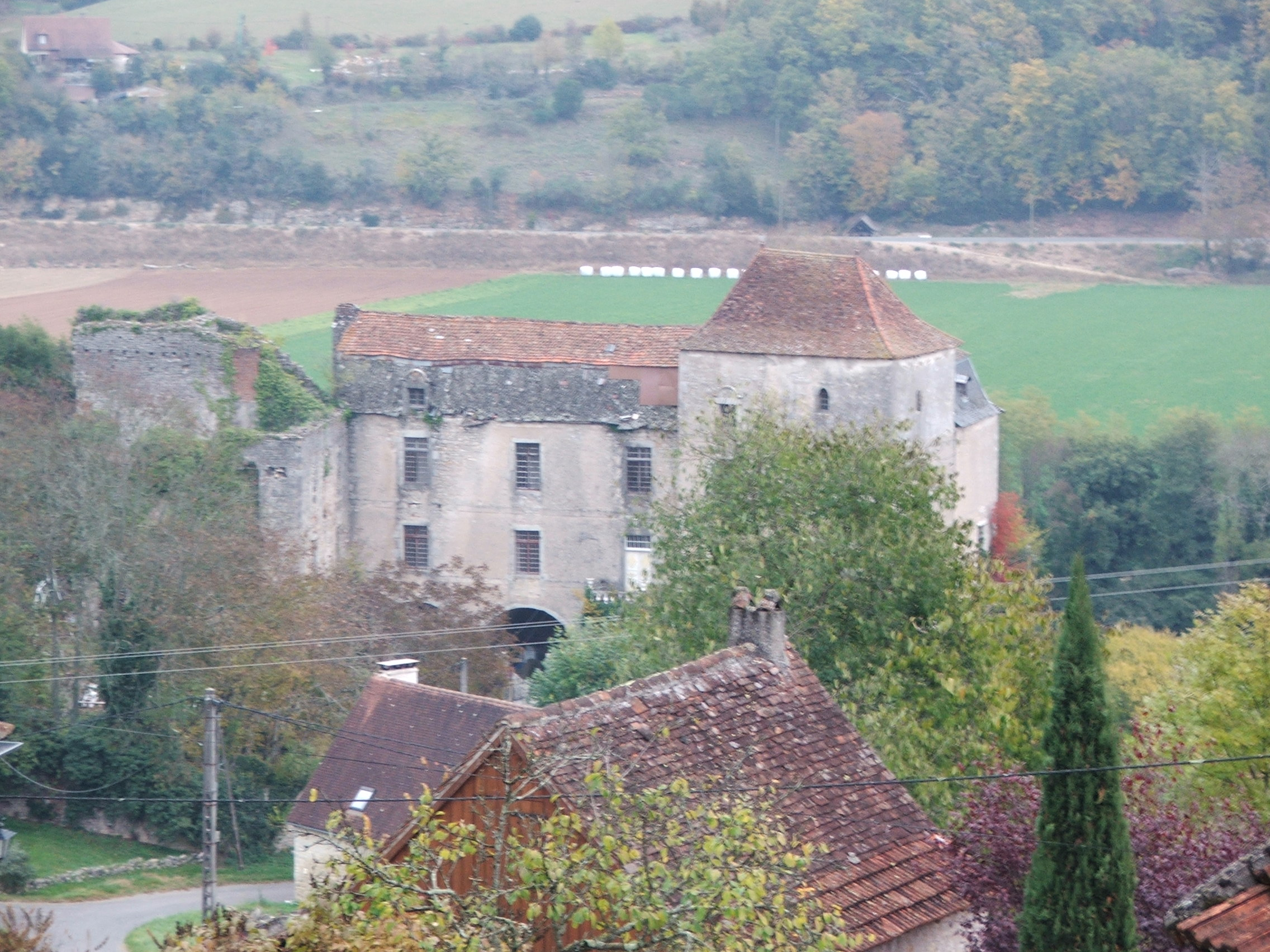
Château Cadrieu
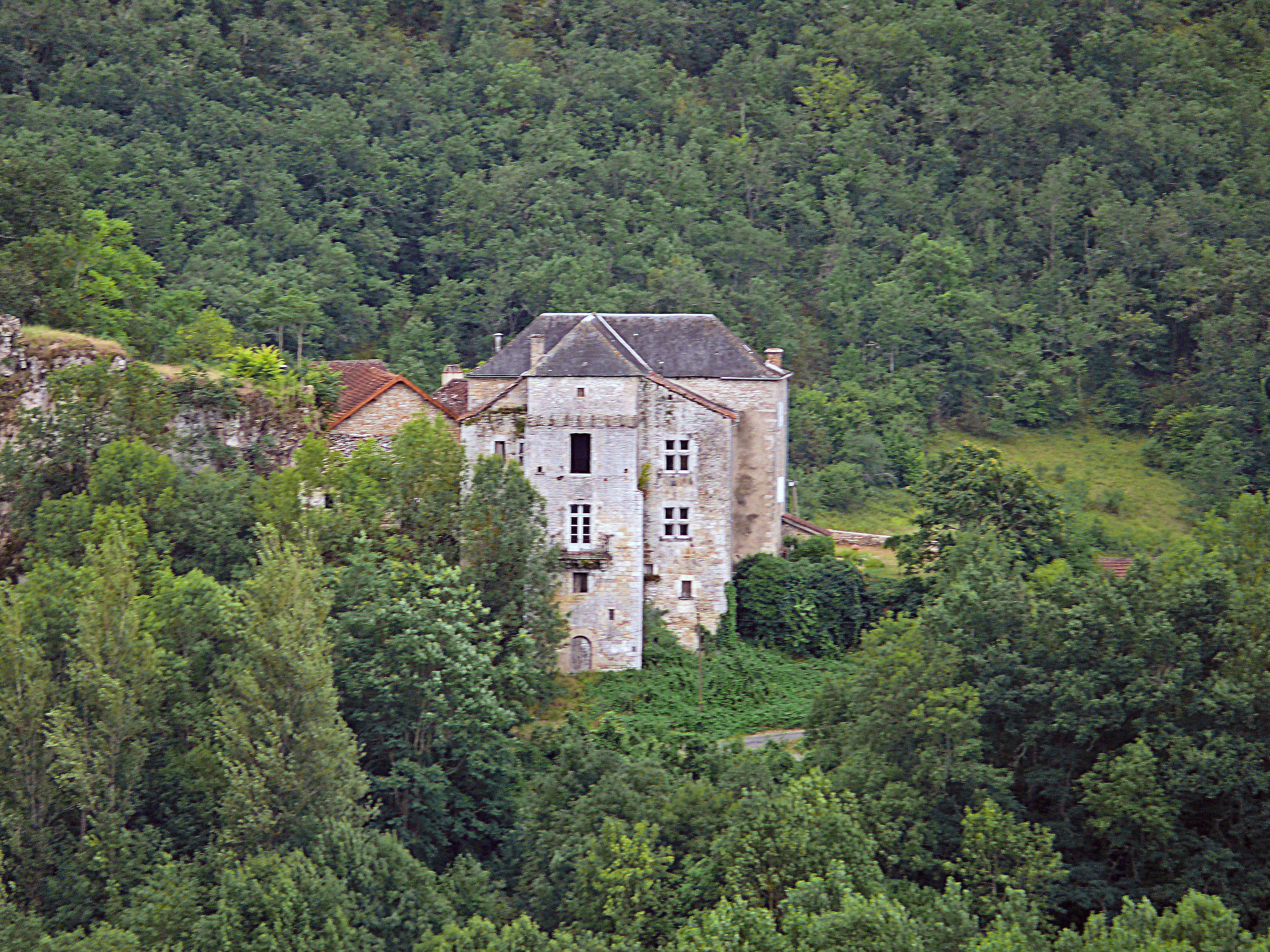
Château de Goudou-Corn
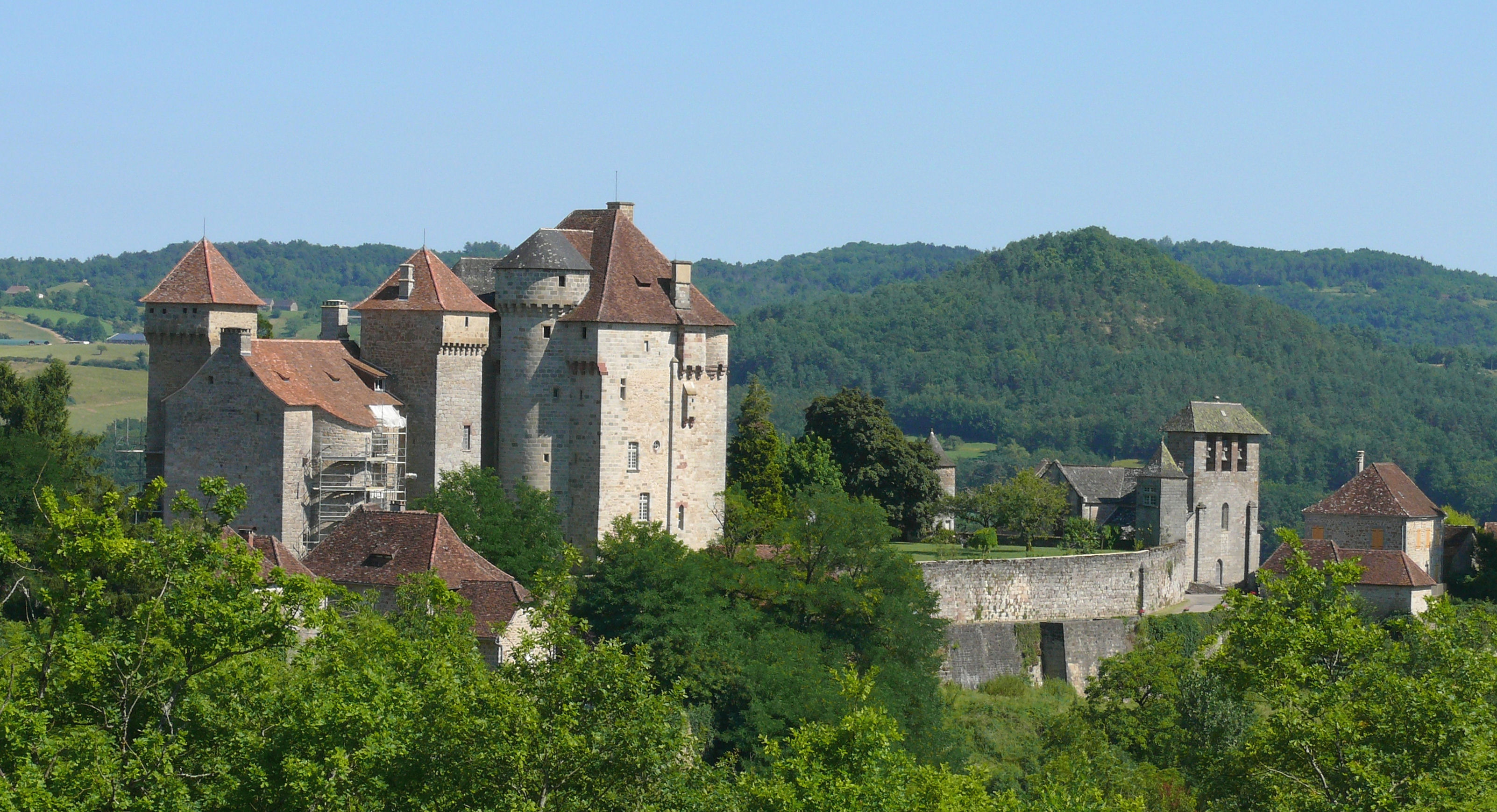
Château de Saint-Hilaire, Curemonte
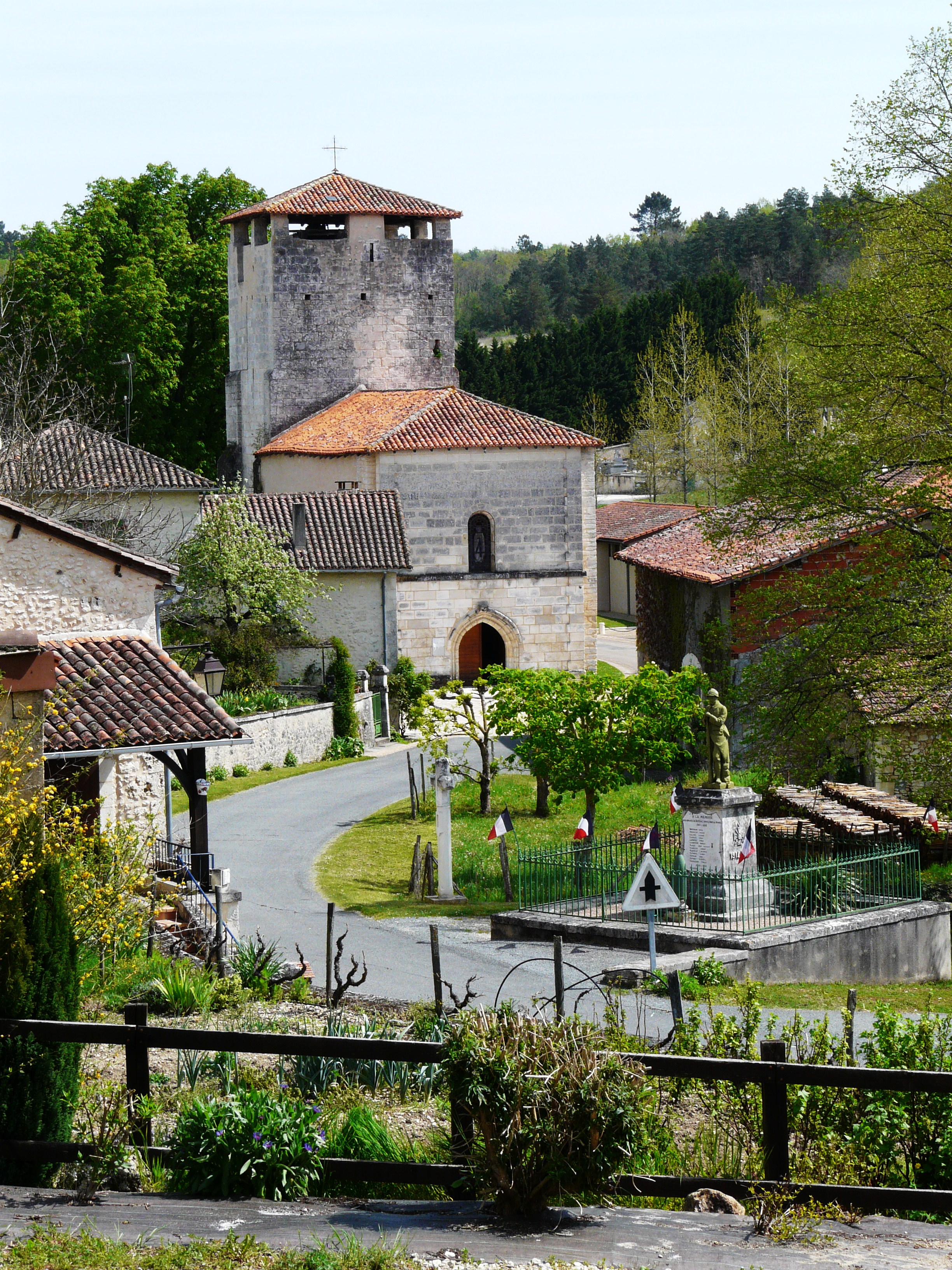
Burg Bussac
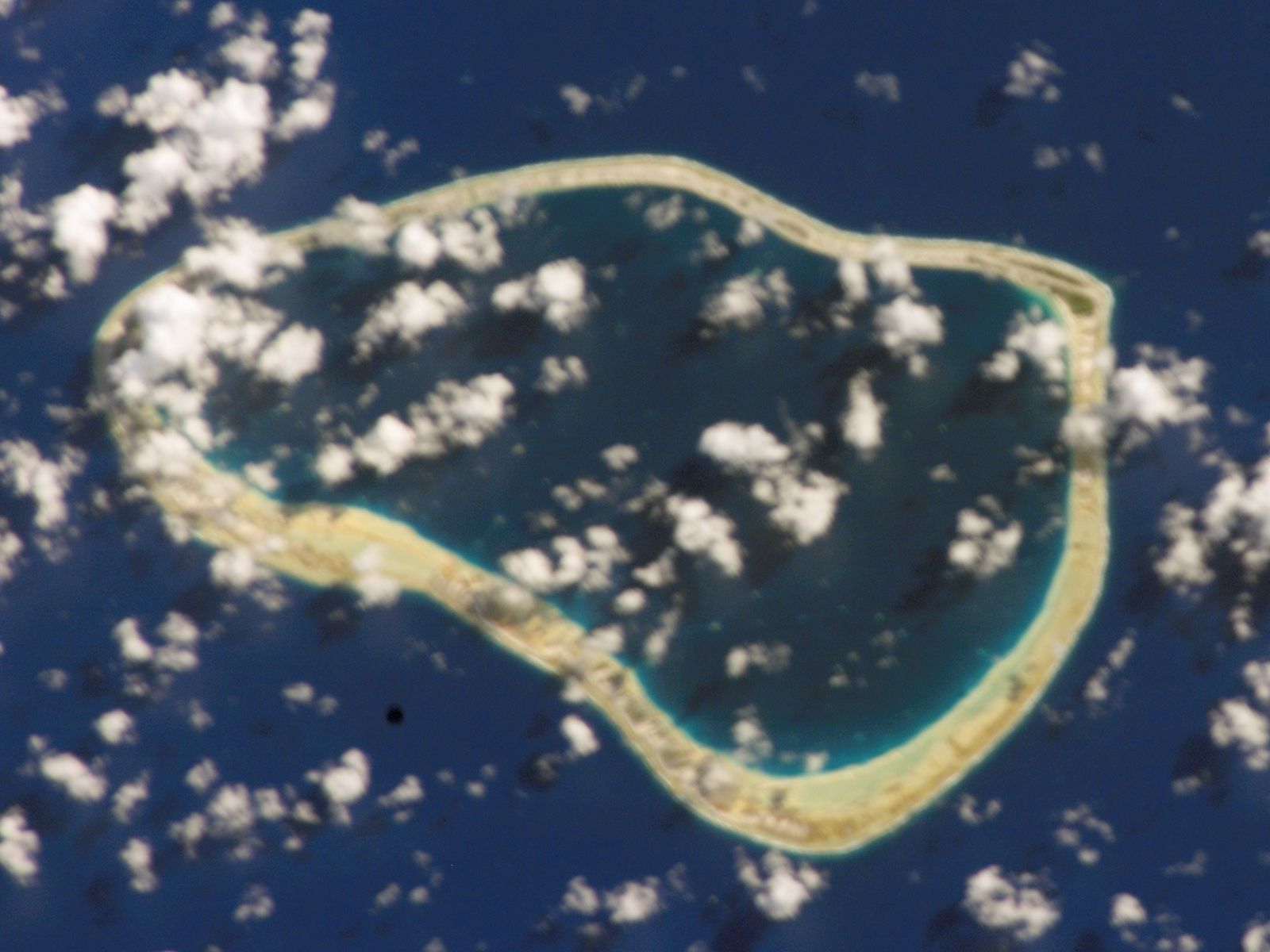
Île Lostange, eine der Tuamotu-Inseln in Französisch-Polynesien